# رونالد كيلي
رونالد كيلي (بالإنجليزية: Ronald Kelly)‏ (20 نوفمبر 1959، ناشفيل في الولايات المتحدة)؛ روائي أمريكي.